# Peter Cosgrove
Peter John Cosgrove (født 28. juli 1947 i Sydney) er en australsk general, der var Australiens generalguvernør fra 2014 til 2019. Han var chef for den internationale styrke INTERFET i Østtimor og var Australiens forsvarschef fra 2002 til 2005. Under sin militærkarriere deltog han i Vietnamkrigen, for sin indsats med angreb på fjendtlige stillinger blev han tildelt Military Cross.
Den 28. januar 2014 annoncerede Australiens premierminister Tony Abbott, at Cosgrove skulle overtage posten som generalguvernør i Australien efter Quentin Bryce. Bryces periode udløb i marts 2014. Cosgrove blev indsat som generalguvernør i Canberra 28. marts 2014. Den 1. juli 2019 blev han afløst af David Hurley.